# 25961 Conti
25961 Conti este o planetă minoră (asteroid), cu un diametru de 4,455 km, din centura de asteroizi. A fost descoperită pe 21 martie 2001 la Stația Anderson Mesa de Lowell Observatory Near-Earth-Object Search. 
Obiectul prezintă o orbită caracterizată de o semiaxă mare de 2,567597 UAi, o excentricitate de 0,0630724, o înclinație de 3,98705 ° în raport cu ecliptica.